# Íñigo González de Heredia Aranzábal
Íñigo González de Heredia Aranzábal (Vitòria, 15 de març de 1971) va ser un ciclista basc, que fou professional entre 1994 i 1999.
El seu principal èxit esportiu fou el Campionat d'Espanya de contrarellotge de 1996, que guanyà per davant d'Álvaro González Galdeano i Jaume Hernández Bertran.

## Palmarès
- 1996
  -  Campió d'Espanya de contrarellotge
- 1998
  - 1r al Memorial Manuel Galera

### Resultats a la Volta a Espanya
- 1995. 70è de la classificació general
- 1996. Abandona
- 1997. Abandona